# Santa Monica, Kalifornija
Santa Monica  je grad u američkoj saveznoj državi Kalifornija, smješten na obali Pacifika, a koji administrativno pripada Okrugu Los Angeles.  S kopna je okružen područjem grada Los Angelesa - distriktima Pacific Palisades na sjeverozapadu, Brentwood na sjeveru, West Los Angeles na sjeveroistoku, Mar Vista (Los Angeles) na istoku i Venice na jugoistoku; na zapadu se nalazi Zaliv Santa Monica. Osnovan je godine 1875. od strane lokalnog poduzetnika Roberta S. Bakera i senatora Johna P. Jonesa na zemljištu otkupljenom od kalifornijskih rančera, a status grada formalno dobio 1885.  Vrlo brzo je stekao reputaciju popularnog odmarališta za građane Los Angelesa, a 1920-ih je u njemu razvijen sport danas poznat kao odbojka na pijesku. U njemu danas žive uglavnom situirani pripadnici više i srednje klase, hollywoodski celebrityji i direktori, te surferi. Prema popisu stanovništva iz 2010. u njemu je živjelo 89.736 stanovnika.

## Stanovništvo
Prema popisu stanovništva iz 2006. godine grad je imao 88.050 stanovnika.

### Kretanje stanovništva kroz povijest
- 1880. – 417
- 1890. – 1.580
- 1900. – 3.057
- 1910. – 7.847
- 1920. – 15.252
- 1930. – 37.146
- 1940. – 53.500
- 1950. – 71.595
- 1960. – 83.249
- 1970. – 88.289
- 1980. – 88.314
- 1990. – 86.905
- 2000. – 84.084
- 2002. – 86.799

## Poznate osobe
- John Densmore,  član grupe The Doors
- Anjelica Huston, glumica
- Tobey Maguire,  glumac
- Sean Penn,  glumac i redatelj
- Robert Redford,  glumac, redatelj i producent
- Big Sean, reper i pjevač
- Shirley Temple, glumica
- Ashley Tisdale, glumica, pjevačica i plesačica

## Gradovi prijatelji
- Hamm, Njemačka

## Vanjske poveznice
- Službene stranice grada (engl.)

### Ostali projekti
|  | Zajednički poslužitelj ima još gradiva o temi Santa Monica, Kalifornija |